# Design Preis Schweiz
Design Preis Schweiz (DPS), auch Prix Design Suisse und Design Prize Switzerland, ist ein Schweizer Preis im Bereich Design, der alle zwei Jahre verliehen wird.

## Geschichte und Entwicklung
Der Design Preis Schweiz wird seit 1991 ausgelobt und verliehen. Der Verein war organisatorisch zu Beginn an die gründende Hauptinitiantin Design Center Langenthal AG angebunden. 2018 übernahmen Michel Hueter, Raphael Rossel und Urs Stampfli die Trägerschaft unabhängig von der vormaligen Anbindung. Seit 2022 führen Benjamin Moser, Debora Biffi und Thomas Walliser den Design Preis Schweiz weiter.
Unterstützt wird der Preis der Schweizer Designbranche von Institutionen wie Stiftungen, Hochschulen, Volkswirtschaftsdepartementen verschiedener Kantone und diverser Partner aus der Industrie. Träger des Preises Design Preis ist ein gleichnamiger gemeinnütziger Verein. Der Design Preis Schweiz prämiert dabei Objekte und Projekte, die bereits oder fast schon marktreif sind.
2023 betrug das Preisgeld insgesamt 50 000 Franken.

## Kooperationpartner
Zu den Kooperationspartnern zählen u. a. die ETH Zürich, die öffentlich-rechtliche Stiftung Pro Helvetia, die Schweizerische Textilfachschule und die Hochschule für Gestaltung und Kunst.

## Rezeption
Die NZZ meint, dass der Preis sich als unabhängige Institution etabliert hat und dass der Preis die wohl wichtigsten Auszeichnung für gute Form sei. Die internationale Schriftenreihe für Architektur und Architekturtheorie Archithese hebt hervor, dass seit 30 Jahren durch den Design Preis Schweiz die Bestleistungen der Schweizer Designwirtschaft gekürt werden. Im biennalen Rhythmus würde eine unabhängige Jury über die neusten Errungenschaften der Schweizer Designszene diskutieren und urteilen. Hella Schindel als Redaktorin von TEC21, der ältesten technischen Fachzeitschrift der Schweiz, meint, dass mit der zweijährigen Auslobung des Wettbewerbs der Design Preis Schweiz der Diskurs um einen sich verändernden Designbegriff eine Plattform geboten würde. Die Berner Zeitung würdigt den Preis, der ihrer Meinung nach alle zwei Jahre die Bestleistungen des Schweizer Designschaffens auszeichnet. Auch BauNetz meldet, dass seit 30 Jahren Bestleistungen der Schweizer Designwirtschaft mit dem Design Preis Schweiz honoriert werden. Für die Luzerner Zeitung ist der Design Preis Schweiz einer der beiden grossen Designpreise in der Schweiz.